# マイケル・ポーター
マイケル・ポーター（Michael Porter、1947年5月23日 - ）は、アメリカ合衆国の経営学者。学位は経済学博士（ハーバード大学・1973年）。ハーバード大学経営大学院教授。企業戦略や国際競争など、競争戦略に関する研究の第一人者として知られる。

## 来歴
ミシガン州アナーバーにて生まれ、将校である父親と共に世界各地を渡り歩いて育った。1969年にプリンストン大学航空宇宙機械工学科を卒業。高校時代にはアメリカンフットボールと野球で州代表に、大学時代にはゴルフで全米代表(NCAA)チームに選ばれるなど運動能力も抜群だった。
1971年、ハーバード大学にて経営学修士号(Master of Business Administration)を取得、1973年には同学大学院にて経済学博士号(Ph.D. in Business Economics)を授与されると1982年に同学史上最年少の正教授となる。現在は、ハーバード大学の教授の職位の一つである「Bishop William Lawrence University Professor」（英語）として活動している。
1983年、戦略コンサルティング会社のモニター・グループ(Monitor Group)をハーバード大学教授陣と創設(現 モニターデロイト(Monitor Deloitte)（英語）。)

## 研究

ファイブフォース分析の概念図

アメリカを中心に世界各地で多くの国や州の政府、および企業の戦略アドバイザーを務め、ファイブフォース分析やバリュー・チェーンなど数多くの競争戦略手法を提唱した。
代表的著書である『競争の戦略』は経営戦略論の古典として今日でも多くの経営者や、経営学を学ぶ学生の間で利用されており、MBA取得者が選ぶお薦め経営学書ランキングで第1位を獲得している。
1980年代にはアメリカの競争力強化に関する大統領諮問（しもん）会議に出席。その結論を不満に思い、独自の研究を重ね「国の競争優位」を出版する。そこでは国の産業優位を構築するクラスターの形成と衰退の実例を分析し、産業分析の研究に多大な進歩をもたらした。
1991年に適切な環境規制が企業の効率化や技術革新を促し競争力を高める可能性を指摘する「ポーター仮説」を提唱した。

## 著書
- Interbrand choice, strategy, and bilateral market power, Harvard University Press, 1976.
- Competitive strategy: techniques for analyzing industries and competitors, Free Press, 1980.

『競争の戦略』、土岐坤・中辻萬治・服部照夫訳、ダイヤモンド社, 1985
- Cases in competitive strategy, Free Press, 1983.
- Competitive advantage: creating and sustaining superior performance, Free Press, 1985.

『競争優位の戦略――いかに高業績を持続させるか』、土岐坤・中辻萬治・小野寺武夫訳、ダイヤモンド社, 1985
- The competitive advantage of nations, Free Press, 1990.

『国の競争優位』、土岐坤・中辻萬治・小野寺武夫・戸成富美子訳、ダイヤモンド社, 1992
- Michael E. Porter on competition and strategy, Harvard Business School Press, 1991.
- On competition, Harvard Business School Publishing, 1998.

『競争戦略論』、竹内弘高訳、ダイヤモンド社, 1999
- Clusters of innovation: regional foundations of U.S. competitiveness, Council on Competitiveness, 2001.

### 共著
- Competition in the open economy: a model applied to Canada, with Richard E. Caves and A. Michael Spence, Harvard University Press, 1980.
- Upgrading New Zealand's competitive advantage, with Graham T. Crocombe, Michael J. Enright and Tony Caughey, Oxford University Press, 1991.
- Advantage Sweden, with Örjan Sölvell and Ivo Zander, Norstedts, 1991.
- The new challenge to America's prosperity: findings from the innovation index, with Scott Stern, Council on Competitiveness, 1999.
- Can Japan compete?, with Hirotaka Takeuchi and Mariko Sakakibara, Macmillan, 2000.

『日本の競争戦略』、ダイヤモンド社, 2000
- The global competitiveness report 2004-2005: results of the executive opinion survey 2004, Palgrave Macmillan, 2005.

『国の競争力』、鈴木立哉・渡部典子・上坂伸一訳、ファーストプレス, 2006
- Redefining health care: creating value-based competition on results, with Elizabeth Olmsted Teisberg, Harvard Business School Press, 2006.

『医療戦略の本質――価値を向上させる競争』、山本雄士訳、日経BP社, 2009

### 編著
- Competition in global industries, Harvard Business School Press, 1986.

『グローバル企業の競争戦略』、土岐坤・中辻萬治・小野寺武夫訳、ダイヤモンド社, 1989
- Strategy: seeking and securing competitive advantage, co-edited with Cynthia A. Montgomery, Harvard Business School Press, 1991